# Pentito
 Pentito (en español arrepentido) designa en Italia a la persona que habiendo formado parte previamente de organizaciones criminales o terroristas, tras su arresto, decide arrepentirse y colaborar con el sistema judicial para ayudar en la investigación. La categoría judicial de pentiti (plural de pentito) fue creada originalmente para combatir el terrorismo de los años 1970, durante la época de los años de plomo. El nombre técnico de esta figura jurídica en italiano es el de collaboratori di giustizia ("colaborador de la justicia"). Tras el conocido como Maxi Proceso, que tuvo lugar entre 1986 y 1987, y después del testimonio de Tommaso Buscetta, esta figura se ha pasado a asociar generalmente con antiguos miembros de la Mafia siciliana que tras abandonar su organización han comenzado a ayudar a la Justicia.

## Rol y beneficios
A cambio de la información que proveen, los pentiti reciben sentencias más cortas por sus crímenes, y en algunos casos incluso la libertad. En el sistema judicial italiano, los pentiti pueden obtener protección personal, un nuevo nombre y algo de dinero para comenzar una nueva vida en otro lugar, normalmente en el extranjero. Esta práctica es común en otros países también, como en los Estados Unidos. 

## Casos
Entre los más famosos pentiti se encuentra Tommaso Buscetta, el primer pentito importante, que sirvió de gran ayuda para el juez Giovanni Falcone en su descripción de la Comisión de la mafia siciliana o Cupola, el órgano que lideraba la Mafia siciliana en los años 1980, así como para identificar los principales canales operativos que utilizaba esta organización criminal para hacer negocios.
En Italia, el éxito de importantes operaciones contra el terrorismo se debió en buena medida a la cooperación de los pentiti, especialmente en la lucha contra las Brigadas Rojas.
En el período que va hasta los años 1990 no hubo muchos pentiti, aunque los casos fueron de gran importancia, como los de Tommaso Buscetta, Salvatore Contorno o Antonino Calderone, etc. Sin embargo, esto cambió significativamente a partir del comienzo de la década de 1990. Desde 1992, cerca de un millar de mafiosi han aceptado colaborar con la justicia italiana. 

### Pentiti de la Mafia importantes
- Leonardo Vitale (1941–1984) fue uno de los primeros en convertirse en pentito en 1973, aunque originalmente sus confesiones no se tomaron en serio.
- Tommaso Buscetta (1928–2000) fue el primer pentito importante contra la Mafia siciliana.
- Salvatore Contorno (nacido en 1946) comenzó a colaborar en octubre de 1984, siguiendo el ejemplo de Buscetta.
- Antonino Calderone (nacido en 1935) comenzó a colaborar en abril de 1987.
- Francesco Marino Mannoia (nacido en 1951) comenzó a colaborar en octubre de 1989. Fue el primer pentito que pasó a formar parte de la facción victoriosa de la Segunda Guerra de la Mafia.
- Santino di Matteo (nacido en 1954) fue otro de los asesinos del juez antimafia Falcone, comenzó a colaborar en 1993 y por esta razón su hijo fue asesinado.
- Giovanni Brusca, asesino del juez antimafia Falcone, comenzó a colaborar en 1996.

## Aceptación cultural
En algunas comunidades del sur de Italia donde la Mafia tiene una presencia significativa, convertirse en pentito es equivalente a una sentencia de muerte. Ello hasta el punto de que algunas familias mafiosas, como la de Totò Riina, de Corleone, habitualmente extiende este sentencia a los parientes del pentito. Por ejemplo, toda la familia de Tommaso Buscetta fue asesinada durante una larga serie de asesinatos que tuvo lugar durante varios años.
Además, en las áreas más degradadas, donde la gente vive en el límite de la legalidad o más allá, existe una subcultura de hostilidad permanente hacia las instituciones públicas y de confianza generalizada en la Mafia. La gente no colabora con la policía (un fenómeno conocido como omertà), y considera a cualquier pentito como un infame, un traidor.

## Críticas
En Italia, los pentiti han sido sometidos a crítica por los favores que reciben, así como por otros motivos, como por ejemplo:
- Inventar historias para recibir beneficios procesales.
- Inventar historias para que sean perseguidos sus enemigos.
- Porque su empleo es visto como una recompensa a los criminales, en vez de un castigo.
- Porque no son confiables, dado que provienen de una organización criminal.